# Preganjanje kristjanov v Vzhodnem bloku
Po oktobrski revoluciji 7. novembra 1917 (25. oktober po starem koledarju) je znotraj Sovjetske zveze prišlo do gibanja za združitev vseh ljudi sveta pod komunistično oblastjo. To je vključevalo države vzhodne Evrope in tudi balkanske države, ki so skupaj spadale pod vzhodni blok. Komunizem, kot so ga razlagali Vladimir Lenin in njegovi nasledniki v sovjetski politiki, je zahteval odpravo vere in v ta namen je sovjetska vlada sprožila dolgotrajno kampanjo za odstranitev vere iz družbe. Ker so nekatere od teh slovanskih držav svojo etnično dediščino vezale na svoje etnične cerkve, so bili tako narodi kot njihove cerkve tarča sovjetskega totalitarnega režima.       
Po drugi svetovni vojni so evropske države, okupirane s strani nacistične Nemčije, ki jih je osvojila sovjetska Rdeča armada, in Jugoslavija po drugi svetovni vojni postale enopartijske komunistične države in projekt prisilnega spreobrnjenja v ateizem se je nadaljeval. Sovjetska zveza je končala vojno premirje proti Ruski pravoslavni cerkvi in svoje preganjanje razširila na novokomunistični vzhodni blok: "Na Poljskem, Madžarskem, Litvi in drugih vzhodnoevropskih državah so katoliške voditelje, ki se niso bili pripravljeni odreči veri, javno preganjali ali zaprli s strani komunistov. Voditelji nacionalnih pravoslavnih cerkva v Romuniji in Bolgariji so morali biti izredno previdni," je zapisal Geoffrey Blainey. Medtem, ko s cerkvami na splošno niso ravnali tako strogo kot v Sovjetski zvezi, so bile skoraj vse njihove cerkvene šole in številne cerkve zaprte, izgubile pa so svojo formalno vidno vlogo v javnem življenju. Otroke so učili ateizma in na tisoče duhovnikov je bilo zaprtih. V vzhodnem bloku so bile krščanske cerkve, skupaj z judovskimi sinagogami in islamskimi mošejami na silo »preurejene v muzeje ateizma. Po nekaterih virih je bilo skupno število krščanskih žrtev, ki jih je zahteval sovjetski režim, ocenjeno v razponu od 12 do 20 milijonov.

## Preganjanje kristjanov

### Sovjetska zveza
Zelo kmalu po oktobrski revoluciji leta 1917 se je začela kampanja za odpravo religije – natančneje krščanstva, judovstva in islama. Leta 1920 so na območju nekoč ruskega pravoslavnega samostana odprli veliko koncentracijsko taborišče, imenovano Belo morje. V tem taborišču, ki je sprejelo predvsem pravoslavne in katoliške duhovnike, je bil razkrit načrt za odprtje drugih sovjetskih taborišč. Taborišče je začelo ubijati verske voditelje in vernike, skratka vse, ki se niso hoteli odreči veri.
Pod doktrino državnega ateizma v Sovjetski zvezi je obstajal »vladno sponzoriran program prisilnega spreobrnjenja v ateizem«, ki so ga izvajali komunisti. Sovjetska komunistična partija je uničevala in rušila cerkve, mošeje, samostane in kapelice, preganjala, zapirala in usmrtila je verske voditelje, šole in medije pa je preplavila s protiverskimi nauki ter uvedla sistem verovanja, imenovan "znanstveni ateizem", s svojimi rituali, obljubami in spreobračevalci. Številni duhovniki, škofi, patriarhi in menihi so bili zaprti in usmrčeni, zaprtih in zapuščenih pa je bilo tudi na tisoče cerkva. Največje in najobsežnejše preganjanje in zatiranje religije se je izvajalo v času vladanja Josifa Stalina. Leta 1925 je sovjetska vlada ustanovila Ligo militantnih ateistov, da bi okrepila preganjanje religije. Zveza militantnih ateistov je bila "nominalno neodvisna organizacija, ki jo je ustanovila komunistična partija za spodbujanje ateizma".
Država je uveljavila ateizem kot edino znanstveno resnico. Sovjetske oblasti so do leta 1936 prepovedale kritiko ateizma in agnosticizma ali protiverske politike države; takšna kritika bi lahko vodila verske voditelje v prisilno upokojitev. Militantni ateizem je postal osrednji del ideologije Komunistične partije Sovjetske zveze in prednostna naloga vseh sovjetskih voditeljev. Christopher Marsh, profesor na Univerzi Baylor, je zapisal, da »če sledimo družbeni naravi religije od Friedricha Schleiermacherja in Ludwiga Feuerbacha do Karla Marxa, Friedricha Engelsa in Vladimirja Lenina ... se je zamisel o veri kot družbenem proizvodu razvila do točke politik, usmerjenih v prisilno spreobrnitev vernikov v ateizem.«
Od leta 1929 naprej, duhovnikov niso imeli za delavce; tako so ti dobili višje davke. Tudi duhovniki niso mogli služiti v vojski, ker so bili neupravičeni. Duhovniki so zaradi neupravičenosti prejemali davek na neslužbe, ki je bil izračunan na več kot 100% njihovega dohodka. Tudi duhovniki se niso mogli pridružiti kolektivnim kmetom. Zaradi tega niso bili deležni zdravstvene oskrbe, pokojnine ali socialne varnosti. Do leta 1939 je ostalo odprtih samo 500 od 50.000 cerkva.
Krščanske cerkve, judovske sinagoge in islamske mošeje so bile na silo preurejene v muzeje ateizma«. Zgodovinski esejist Andrei Brezianu razlaga to situacijo in piše, da je bil znanstveni ateizem "agresivno uporabljen v Moldaviji, takoj po priključitvi leta 1940, ko so bile cerkve porušene, duhovščina napadena, znaki in javni simboli vere pa prepovedani"; podaja primer tega pojava in piše, da je bila "cerkev sv. Teodore v središču Kišinjeva zaprta in preurejena v mestni muzej znanstvenega ateizma". Marksistično-leninistični režim je vernike obravnaval kot subverzivne ali nenormalne, včasih pa so jih pošiljali v psihiatrične bolnišnice in na prevzgojo. Kljub temu zgodovinarka Emily Baran piše, da "nekatera poročila kažejo, da spreobrnitev v militantni ateizem ni vedno odpravila eksistencialnih vprašanj posameznikov".
Po nemški invaziji na Sovjetsko zvezo leta 1941 je Stalin do neke mere oživil rusko pravoslavno cerkev, da bi dvignil moralo za vojno. Posledično je bilo do leta 1957 v državi skoraj 22.000 aktivnih pravoslavnih cerkva, čeprav je Stalin kmalu po vojni znova začel z ostrejšim preganjanjem cerkve. Leta 1959 pa je Nikita Hruščov sprožil novo protiversko kampanjo, ki je vodila do zaprtja skoraj 12.000 cerkva. Do leta 1985 je ostalo aktivnih samo 7000 cerkva.  
Do konca Hruščovega vladanja je bilo usmrčenih 50.000 duhovnikov, veliko članov cerkvene službe pa so zamenjali posamezniki, ki so bili povezani s sovjetsko tajno policijo KGB. S pripravo nove ustave leta 1977 pa je bila zagotovljena "svoboda vesti, kar je pomenilo pravico do izpovedovati ali ne izpovedovati katere koli vere ter opravljati versko bogoslužje ali ateistično propagando".
Leta 1995 je ruski državni komisar potrdil, da je bilo v času obdobja sovjetskega komunizma ubitih 200.000 ruskih pravoslavnih duhovnikov, menihov in nun. Največ verskih voditeljev in vernih državljanov je bilo usmrčenih v času stalinizma. Leta 1997 so v Sandormochu, 240 kilometrov (150 milj) severno od Sankt Peterburga, našli posmrtne ostanke enega katoliškega škofa in 30 duhovnikov. Po eni oceni iz ruskih šolskih učbenikov v devetdesetih letih dvajsetega stoletja je v komunističnih delovnih taboriščih umrlo 20 milijonov sovjetskih in vzhodnoevropskih državljanov, medtem, ko je bilo dodatnih 15 milijonov ubitih v množičnih usmrtitvah. To število je vključevalo kristjane, Jude in različne druge vernike.

### Ljudska republika Bolgarija
Pravoslavna cerkev je prejela nekaj uslug proti drugim religijam v Bolgariji v zameno za popolno podrejenost državi in omejitev dejavnosti. Rimskokatoličane in protestante so v času vladanja Todorja Živkova nenehno preganjali in so zaradi tega imeli malo zakonskih pravic.

### Češkoslovaška
Komunistična vlada v Pragi pod vodstvom Gustáva Husáka je na vsak način poskušala uničiti vso organizirano religijo na Češkoslovaškem, zlasti rimsko in grško cerkev. Posnemala je številne prakse protiverske kampanje v Sovjetski zvezi, kot je bila ustanovitev organov za nadzor verskih dejavnosti in kaznovanje duhovnikov, ki niso upoštevali številnih zakonov o veri; Vendar pa kazni, ki so bile izrečene za takšne kršitve, niso bile tako stroge, kot so se izvajale v Sovjetski zvezi.
Zgodovinsko zavezništvo med katoliško cerkvijo in dvojno monarhijo ter fevdalna vladavina sta vodila do tega, da je država označila katoliško duhovščino za sovražnike ljudstva.
Slovaški emigranti v tujini so prispevali sredstva za cerkev pod komunistično oblastjo na Slovaškem in na Slovaško preko Poljske tihotapili versko literaturo. Papež Pavel VI. je leta 1977 ustanovil neodvisno nadškofijo za Slovaško; vendar pa je Husákova vlada vse do leta 1988 preprečila imenovanje novega nadškofa.  

### Nemška demokratična republika
Religija je v Nemški demokratični republiki postala zelo sporno polje, ko so vladajoči komunisti spodbujali državni ateizem, čeprav so nekateri ljudje ostali zvesti krščanskim skupnostim. Sprva je bilo promociji ateizma uradno malo pozornosti. Sredi petdesetih let dvajsetega stoletja, ko je hladna vojna povečala napetosti, je ateizem postal tema velikega zanimanja države, tako v domačem kot v tujem okolju. 
Protestantske cerkve v Nemčiji, luteranske, reformirane ali združene po veroizpovedi, so imele dolgo zgodovino podrejenosti temčasnim oblastem. Ta pokornost pod nacistično vladavino je privedla do tega, da so bili številni njeni člani ogroženi ali pa, da so ostali tiho glede različnih moralnih vprašanj. Ko so komunisti prevzeli oblast na vzhodu države, so protestanti postali nasprotniki vlade. Leta 1945 so bili del skupinstva s protestanti v Zahodni Nemčiji Evangeličanske cerkve v Nemčiji (EKD), in so zavračali molčanje o moralnih vprašanjih. Vzhodnonemška vlada ni bila naklonjena odpravi organizirane vere, ustava iz leta 1949 pa je cerkvam dala številne pravice in določbe, vključno z možnostjo zavzemanja stališč do javnih vprašanj. Vzhodnonemške protestantske cerkve so bile največje organizacije v državi, ki so bile neodvisne od komunistične partije ali države.
Nemški komunistični režim je prisilil cerkve v Vzhodni Nemčiji, da so prekinile zunanje stike z Zahodom.
Vzhodnonemška vlada je morala sprejeti ukrepe, da bi preprečila, da bi se njihova negativna dejanja proti cerkvam posredovala kristjanom v Zahodni Nemčiji, in trdno valuto, ki so jo Zahodni Nemci dajali vzhodnonemškim cerkvam, je vlada videla kot nekaj, kar ne bi smelo biti ogroženo zaradi pomoč gospodarstvu.
Leta 1969 so se regionalne protestantske cerkve v Vzhodni Nemčiji morale pod pritiskom vzhodnonemške vlade odcepiti od Evangeličanske cerkve v Nemčiji (EKD), ki je do takrat sestavljala regionalne protestantske cerkve v obeh Nemčijah. Regionalne protestantske cerkve v Vzhodni Nemčiji so nato ustanovile novo organizacijo, imenovano Bund der Evangelischen Kirchen in der DDR (Konfederacija protestantskih cerkva v NDR). Cerkve so večkrat poskušali prisilitu za spodbujanje socializma; vendar so se same cerkve ob sprejemanju te vloge imele tudi za tiste, ki so določale, kaj to pomeni in so kritizirale državo, ko je bila njena politika negativna, medtem ko so državo pohvalile, ko je bila njena politika pozitivna. Zagotovili so tako močno silo, da je moral režim zaradi pritiska cerkve včasih spremeniti svojo politiko. 
Kljub temu je nemška komunistična vlada pod vodstvom Ericha Honeckerja močno pritiskala na cerkve, naj se podredijo njeni oblasti. Vendar pa režim ni poskušal uvesti enake ravni državnega nadzora nad cerkvami, kot se je to zgodilo v drugih državah Varšavskega pakta. Honeckerjev režim je imel težave pri poskusu nadzora nad protestantskimi cerkvami v Nemčiji zaradi njihove razdrobljenosti, vse do lokalne ravni in regionalizma, prisotnega v Nemčiji. 
Tako kot v sosednji Poljski, so cerkve v Vzhodni Nemčiji zagovarjale množično politično nasprotovanje režimu v osemdesetih letih. Večina množičnih protestov se je začela s cerkvenimi molitvenimi srečanji, na katerih se je opozicija osredotočila.Spodbujala je protikulturo mladih in poudarjala pozitivno vlogo cerkve v družbi. Cerkve so spodbujale razpravo o vprašanjih, kot so rock glasba, spolnost, življenje v tretjem svetu, alkoholizem, življenje v NDR, militarizacija družbe itd. To je privabilo velike množice.
Cerkve so spodbujale spremembe v NDR, ne s strmoglavljenjem oblasti, ampak z mirnimi spremembami.   

### Ljudska republika Poljska
Katoliška cerkev na Poljskem se je močno uprla komunističnemu režimu, sama Poljska pa je imela dolgo zgodovino nasprotovanja tuji vladavini. Poljski narod se je postavil na stran cerkve, tako kot se je to zgodilo v sosednji Litvi, kar je režimu otežilo vsiljevanje protiverske politike na enak način kot v Sovjetske zveze, kjer prebivalstvo ni bilo množično solidarno z Rusko pravoslavno cerkvijo. Katoliška cerkev je nedvoumno obsodila komunizem. Komunistom na Poljskem je njihov poskus zatiranja in nadzora poljske cerkve večinoma spodletel.  
Izkušnje iz druge svetovne vojne, ko so nacisti pobili veliko judovsko manjšino in ob koncu vojne na silo izgnali veliko nemško judovsko manjšino iz države, pa utrpeli tudi izgubo vzhodnih ozemelj, ki so bila močno naseljena z vzhodnimi pravoslavnimi Ukrajinci, so privedli do tega, da je Poljska postala bolj homogeno katoliška, kot je bila v prejšnjih časih.
Potem, ko so sovjetske čete ob koncu druge svetovne vojne okupirale Poljsko, je sovjetska vlada uvedla postopen pristop, katerega cilj je bil pridobiti nadzor nad Katoliško cerkvijo na Poljskem. Leta 1950 je poljska vlada ustanovila urad za verske zadeve, ki je bil pristojen za kadrovske odločitve in organizacijske funkcije.
Država je poskušala prevzeti nadzor nad Poljsko pravoslavno cerkvijo (s približno pol milijona članov), da bi jo uporabila kot orožje proti Rimskokatoliški cerkvi na Poljskem, in poskušala je nadzorovati osebo, ki je bila imenovana za metropolita  poljska pravoslavna cerkev; Metropolit Dionizij (povojni vodja POC) je bil po izpustitvi aretiran in upokojen iz službe.
Pod doktrino marksizma se je država aktivno zavzemala za onemogočanje vere in načrtno ateizacijo. V ta namen je režim izvajal protiversko propagando ter preganjanje duhovnikov in frančiškanov. Kot v večini drugih komunističnih držav vera kot taka ni bila uradno prepovedana in je bila dovoljena z ustavo, vendar je država poskušala doseči ateistično družbo. 
Preganjanja posameznikov zaradi vere v prvih nekaj letih so bila redka, saj se je država sprva ukvarjala izključno z zatiranjem oboroženega političnega odpora. Od leta 1947 do 1953 je Katoliška cerkev na Poljskem postala glavna tarča preganjanja v komunistični Poljski. Vse socialne in dobrodelne organizacije, povezane s cerkvijo, so postale nezakonite, katoliške šole so bile zaprte, križi pa so bili odstranjeni iz učilnic in bolnišnic.
Salezijanske šole in sirotišnice so bile zaprte. Semenišče Rozanystok, ki je bilo ustanovljeno leta 1949, je bilo brutalno uničeno leta 1954. Semenišče je bilo na vzhodu Poljske, zaposlovalo je nekdanje prebivalce ozemlja, ki ga je leta 1939 priključila Sovjetska zveza, in je povzročilo veliko zaskrbljenost vlade, kar je povzročilo njegovo brutalno zaprtje. 
Katoliške publikacije so še naprej obstajale, čeprav pod pritiskom države. Te publikacije so vključevale Tygodnik Warszawski (ki je bil kljuboval režimu in zaprt leta 1949), Tygodnik Powszechny (katerih uredniki so leta 1953 pod pritiskom odstopili, a so se vrnili leta 1956) in Dziś i Jutro (publikacija, ki je poskušala spodbujati sožitje med katolištvom in komunizmom). To je bila svoboščina, ki ni bila dovoljena v nobeni drugi državi v vzhodnem bloku (vključno z ZSSR, ki je bila najbolj opazna, ki je leta 1929 prepovedala cerkvene publikacije). Ustanovitelji Tygodnika Warszawskega so bili zaprti, med katerimi sta verska voditelja Zygmunt Kaczynski in Antoni Antczak umrla v zaporu. Kardinal Wyszynski je poskušal posredovati v imenu očeta Zygmunta. 
Po prihodu Wladyslawa Gomulke na oblast leta 1956 je država zmanjšala svoje omejitve za vzhodne katoliške cerkve, ki so začele ponovno rasti, delno s pomočjo preostalih katoličanov.
Varnostni aparat na Poljskem je tako kot v drugih komunističnih državah nadzoroval in aretiral člane duhovščine. Tajna varnostna služba je uporabljala izsiljevanje in psihološko manipulacijo, da bi zagotovila sodelovanje duhovščine. Varnostna služba in poljska vlada sta imeli v svojih vrstah tudi člane, ki so cerkvi na skrivaj posredovali koristne informacije, vendar se je bila katoliška mladina prisiljena pridružiti v organizacije komunistične mladine.
Od šestdesetih let naprej je Poljska vzpostavila vedno večjo katoliško inteligenco in aktivno gibanje mladih katoličanov. Gibanje "Oasis" je v šestdesetih letih 20. stoletja ustanovil pater Franciszek Blachniki in je obsegalo cerkvene dejavnosti, vključno z romanji, umiki in različnimi ekumenskimi prizadevanji. Intenzivna prizadevanja države, da bi jo spodkopala, so bila neuspešna.
Z začetkom v zgodnjih sedemdesetih letih dvajsetega stoletja je cerkev prešla iz obrambne drže v bolj agresivno držo v obrambi človekovih pravic.
Poljski kardinal Stefan Wyszynski je verjel, da ima Poljska posebno vlogo v zgodovini človeštva, in je podpiral poljski nacionalizem kot predhodnika osvoboditve Vzhodne Evrope od sovjetske vloge. Takšne ideje so bile priljubljene tudi med številnimi poljskimi katoličani. Wyszynski se je zaradi tega znašel v ostrem konfliktu s komunistično oblastjo (doživel je tudi nekaj konfliktov z Vatikanom); ker ni hotel sodelovati z vlado, so ga komunisti zaprli za tri leta. Bil je hkrati kritik poljskega komunističnega režima ter posrednik med režimom in ostalo civilno družbo. Wyszynski je predstavljal pomembno oviro komunistom pri prevzemu nadzora nad cerkvijo na Poljskem; umrl je leta 1981 in nadomestil ga je kardinal Josef Glemp.
 

Izvolitev Janeza Pavla II. leta 1978 je bila Poljskem sprejeta z velikim navdušenjem. Poljsko je obiskal od 2. do 10. junija 1979. Med svojim obiskom je odkrito izzval komunistično ideologijo z izjavo, da je krščanstvo pot do resnične človekove svobode (v nasprotju z marksizmom) in ljudi pozval k nekonformizmu. Več kot trinajst milijonov ljudi je šlo na ulice, da bi ga sprejeli ob njegovem obisku, v neposrednem sprejetju poljski vladi. Disidenti na Poljskem in drugod v vzhodni Evropi so ta dogodek podprli. Radoslaw Sikorski je v svojih spominih pozneje dejal: 
Prvič smo spoznali, da smo 'mi' številnejši od 'njih'. 
Po enem letu je nastal neodvisni sindikat Solidarnost, ki je sprva temeljil na ekonomskih pomislekih, kmalu pa se je močno povezal s cerkvijo. Papež je pospeševal tako poljsko stvar kot tudi stvar kristjanov za železno zaveso na mednarodni ravni, na veliko nelagodje komunističnih vlad v Varšavskem paktu. Cerkev na Poljskem je imela ključno vlogo v revoluciji proti režimu v osemdesetih letih dvajsetega stoletja in je zagotovila simbole (Črna Madona, trpeči Kristus itd.), ki so boju proti komunizmu prikazali duhovno globino. Zagotavljala je tudi duhovno in materialno tolažbo stavkajočim delavcem ter delovala kot posrednik med gibanjem Solidarnost in vlado. Zadržala je tudi stavkajoče delavce pred ekscesi.
Decembra 1981 je bilo na Poljskem uvedeno vojno stanje. To je povzročilo velike težave cerkvi in mnoge verske voditelja je aretirala vojska. Kardinalu Glempu se je sprva zdelo, da uvedbo upravičuje kot manjše zlo, vendar so mnogi v cerkvi branili ljudi, ki so bili aretirani.
Poljska pravoslavna cerkvena hierarhija, ki je imela od leta 1945 okrepljen položaj v družbi, je nastopila proti gibanju Solidarnost. Zavrnili so pošiljanje delegatov na srečanja o vprašanjih človekovih pravic. Zgodilo se je nekaj izjem, kot je pater Piotr Poplawski, pravoslavni duhovnik, ki je bil odkrito naklonjen Solidarnosti in se je leta 1985 ubil; več zdravnikov, ki so bili zaprošeni, da potrdijo njegov samomor, tega niso hoteli potrditi kot vzrok smrti. Rimskokatoliškega duhovnika po imenu Jerzy Popiełuszko je tajna policija umorila prejšnje leto in zdravnik, ki je opravil njegovo obdukcijo, je bil pripeljan in je prav tako potrdil, da je pater Piotr storil samomor.
Poljske komunistične oblasti so nacionalistične katoličane obtoževale za nastale spore med katoliškim in pravoslavnim prebivalstvom.
V sporazumih iz Gdanska je cerkev dobila dovoljenje za radijsko oddajanje. Z napredovanjem v osemdesetih letih je cerkev postajala vse bolj kritična do režima in v zadnjih letih desetletja je igrala ključno vlogo pri padcu komunizma in prehodu v demokracijo.

### Ljudska republika Romunija in Socialistična republika Romunija
Romunska pravoslavna cerkev je imela dolgo zgodovino podrejanja tujim vladarjem in ko so komunisti prevzeli oblast, potem ko je sovjetska vojska zasedla Romunijo, so komunisti to tradicijo uporabili v svojo korist. Vlada je zagotovila, da je bil patriarh vedno nekdo, ki jim je bil zvest, duhovniki, ki so nasprotovali komunistom, pa so bili odstavljeni. Pod doktrino marksistično-leninističnega ateizma je Ljudska republika Romunija zavzela sovražno stališče proti veri in se usmerila v končni cilj ateistične družbe.
Po drugi svetovni vojni, ko je severna Transilvanija ponovno postala del Romunije, so postale nepravoslavne etnične manjšine številčnejše. V različnih verskih skupinah so se razvila rivalstva in vlada je to izkoristila sebi v prid tako, da je Romunski pravoslavni cerkvi dovolila, da okrepi svoj položaj v družbi v zameno za večji nadzor komunistov nad cerkvijo. Ta odnos v Romuniji je vplival na odpravo vzhodnih katoliških cerkva (kar se je zgodilo tudi v Sovjetski zvezi) in njihovo prisilno integracijo v pravoslavno skupnost.
Komunisti so izbirali, kdo bo služil v cerkvi, kdo bo sprejet v semenišče in celo kakšna bo vsebina pridig. Čeprav so te zaporedne ustave zagotavljale simulak verske svobode, je režim dejansko vodil politiko spodbujanja ateizma, skupaj s preganjanjem kakršne koli religije. Vloga verskih organov je bila strogo omejena na njihove bogoslužne ustanove, vsakršno javno obleževanje verskih praznikov in bogoslužja pa je bilo zelo strogo prepovedano. Da bi zmanjšala vlogo duhovščine v družbi, je vlada leta 1948 z odlokom podržavila cerkveno premoženje, vključno s cerkvenimi šolami.
Ko so komunisti pridobili popoln nadzor nad cerkvijo v Romuniji, so se počutili svobodne, da so lahko preganjali njeno članstvo, pred čimer je cerkvena hierarhija zatiskala oči. Ko je Nicolae Ceaușescu (ki je prišel na oblast leta 1965) pridobil vse večji nadzor, so bili edini verski voditelji, ki so povzročili znatno nestrinjanje z režimom, evangeličanski protestanti, ki so predstavljali le majhen del prebivalstva. Cerkev v Romuniji se je navzven popolnoma podredila oblasti in svoje članstvo osredotočila izključno na notranjo duhovnost; romunska cerkev ni prejela veliko pomoči s strani drugih pravoslavnih cerkva v regiji.
V osemdesetih letih dvajsetega stoletja je v Romuniji prišlo do določenega verskega preporoda, ki je povzročil bolj odprte verske prakse, ki so jih oblasti tolerirale. Po podatkih Ministrstva za zunanje zadeve Združenih držav je to toleranco spremljala neusmiljena politična represija, pri čemer so karizmatične verske voditelje preganjali, aretirali in zaprli (ter potencialno tudi ubiti). Verske kongregacije, ki so v tem preporodu postajale vse večje, so imele velike težave pri poskusu gradnje novih verskih objektov. Ceaușescova vlada se je odzvala tako, da je novo versko zgradbo podrla. Tiskanje in branje Svetega pisma je bilo v državi zelo težavno in domnevno je bilo to lahko zasneženo.
Splošno nasprotovanje verskih skupin v Romuniji se ni pojavilo, dokler se niso leta 1989 po vzhodni Evropi začele dogajati revolucije. Patriarh romunske pravoslavne cerkve je Ceaușesca 24. decembra 1989, dan pred usmrtitvijo, obsodil kot »novega Heroda detomorilca«.
V Romuniji je bilo zaprtih več kot 5.000 pravoslavnih duhovnikov in 400 duhovnikov iz romunskega vzhodnega obreda je bilo ubitih, potem ko je bila njihova skupnost prepovedana. Pravoslavna nadškofija Cluj je zabeležila, da je bilo v času Ceaușescovega vladanja zaprtih več kot 1.700 cerkvenih uslužbencev.

### Ljudska republika Madžarska
Na Madžarskem zbirka z 443 stranmi, ki jo je izdal Gyula Havasy leta 1990, razkriva, da je bilo v času revolucije na Madžarskem leta 1945 v priporu zaprtih 2800 menihov in redovnic. Več tisoč kristjanov je bilo zaprtih in mnogi so bili deležni različnega mučenja. Morda najbolj znan škof, ki je bil deležen mučenja, je bil škof Vilmos Apor.

### Ljudska republika Albanija
Že leta 1945 (ko so komunisti prišli na oblast v Albaniji) so bili sprejeti zakoni, ki so verskim ustanovam odvzeli lastnino. To je najbolj prizadelo bektašije, sufijski red, ki je vključeval 20 % muslimanskega prebivalstva Albanije, saj so imeli svoje tekije zunaj mest in so bili odvisni od podpore svojih okoliških posesti. Rimokatolikom (ki so predstavljali 10 % prebivalstva Albanije) so s tem ukrepom zaprli cerkvene šole. 
Ob koncu vojne so komunisti nekatere verske voditelje zaprli ali usmrtili, ker so jih lažno obtožili, da so vohuni, ki bi delali za Italijane (Albanija je bila okupirana s strani Italije) ali da so bili povezani z Balli Kombetar (skupina, ki je izgubila v boju proti komunistom). Ti voditelji so običajno desetletja preživeli v zaporu in na opravljanju težkega prisilnega dela. Babo Murtezo iz Kruj so leta 1946 mučili in jo nato vrgli skozi okno zapora, zaradi česar je ta umrla. Babo Kamilo Glavo iz Tepelena pa so istega leta usmrtilo sodišče v Gjirokastëru; Baba Ali Tomorija je sodišče usmrtilo leta 1947; Babo Shefket Koshtani iz Tepelana pa je sodišče leta 1947 usmrtilo na strelskem vodu. Usmrtili so tudi več drugih verskih voditeljev: Mustafa Efendi Varoši (mufti iz Drača), Hafez Ibrahim Dibra (nekdanji veliki mufti Albanije) in Šeh Džemel Pazari iz Tirane. Do leta 1968 je bilo morda usmrčenih in zaprtih do 200 verskih voditeljev vseh religij.
Drastičen upad redovnih klerikov je nastopil med leti 1945 in 1992. Rimokatoličani so imeli leta 1992 10 % več duhovščine kot leta 1945. Bektaši so imeli leta 1993 2 % duhovščine, tako kot v štiridesetih letih dvajsetega stoletja. Do tega je prišlo predvsem kot posledica praktičnega prenehanja usposabljanja novih duhovnikov in upada, povezanega s komunistično protiversko kampanjo. Bektaši in rimokatoličani so bili najbolj preganjani verski skupini v Albaniji. Pravoslavni (20 % prebivalstva) in sunitski muslimani (večina države) so veljali za manj nevarne, saj nobena skupina ni bila politično aktivna v 30. in 40. letih dvajsetega stoletja, muslimane pa so izolirali od tistih v tujini. Katoličani so bili dobro organizirani s šolami in povezavami s cerkvijo zunaj Albanije, medtem ko so Bektaši sodelovali v boju proti Turkom za neodvisnost Albanije in so sprejeli spoštovanje med ljudmi.
Izvedena je bila precejšnja protiverska propaganda s slogani, kot so "Religija ni del razsvetljenega sveta", "Marksizem-leninizem je prava znanost; kar se tiče vere, je izmišljotina, ki zlomi um ljudi", "Religija je vezana na tujce" in "Kdor veruje, je neveden." Poskušali so zmanjšati moč pomembnih verskih središč tako, da so upravno oblast teh središč preselili v obrobna središča z malo zgodovinskih ali svetih povezav in pogosto na neprimerne lokacije. Preostali verski voditelji, ki so sprejeli to premestitev, so bili nato odpeljani v hišni pripor v teh obrobnih središčih.
 

Najstrožje protiverske kampanje so nastopile, ko je Enver Hoxha leta 1967 državo razglasil za ateistično državo in dejal: 
Albanija je prva ateistična država, kjer je edina religija albanizem. 
S tem je Hoxha prepovedal vsakršno vrsto religije. Pod njegovim vodstvom je komunistični režim izvajal brutalno in dolgotrajno kampanjo za zatiranje religije v Albaniji in do leta 1967 je bilo 2.167 verskih objektov porušenih in zaprtih ter preurejenih v druge namene. Rimskokatoliško katedralo v Skadru so preuredili v športno dvorano, več bektašijskih tekej, vključno s tistimi v Tirani, pa so preuredili v domove za upokojence. V Tirani so komunistično obdobje preživele le tri cerkve; trideset najbolj znanih cerkva v državi je preživelo tako, da so bile označene za zgodovinski spomenik. Tudi mošeja Edhem Bey v Tirani iz 18. stoletja je bila zaščitena kot kulturni spomenik, a so tam smeli moliti le tuji diplomati. Od 1050 mošej v Albaniji pred letom 1967 jih je komunistično obdobje preživelo 800, večina pa je bila poškodovanih in v stanju propadanja, zaradi nevzdrževanja. Od 53 bektašijskih tekij jih je 6 preživelo. 

Leta 1967 je bil albanski ustavi dodan 37. člen, ki se glasi:
Država ne priznava nobene vere ter podpira in izvaja ateistično propagando, da bi ljudem vsadila znanstveni materialistični pogled na svet.
Mlade so spodbujali k napadom na mošeje, cerkve in tekije ter odstavitev preostalih duhovnikov. Veliko duhovnikov je bilo ubitih ali poslanih v delovna taborišča. Večino mošej so porušili z eksplozivi, nagrobniki s kakršnimi koli verskimi simboli so bili uničeni, ljudi, ki so bili ujeti pri nošenju verskih simbolov (npr. razpela, medaljoni s Koranom), so obsodili na 10 let težkega zapora in ljudje v javnosti so zaradi strahu pred kaznijo prenehali izgovarjati besede, kot sta 'mashallah' ali 'inshallah. Že sama omemba verskih praznikov je lahko prebivalca pripeljala do kazni; v enem primeru je pijan vaščan v Libohovi rekel, da je naslednji dan bajram (muslimanski praznik) in je zaradi tega dobil denarno kazen. Nekdanji verski prazniki so bili spremenjeni v praznike, ki so častili delovno silo. Da bi preprečili, da bi ljudje dajali verska imena otrokom, je bil objavljen slovar odobrenih imen za otroke in starši so morali zakonsko izbrati med imeni, navedenimi v slovarju, da bi poimenovali svoje otroke.
Ko je leta 1985 Hoxha umrl, vlada ni takoj spremenila svoje totalitarne politike. Leta 1988 je bil albanskim izseljenim verskim voditeljem dovoljen obisk Albanije; leta 1989 je Mati Tereza (sama etnična Albanka, rojena v Osmanskem cesarstvu) prišla na obisk v Albanijo, potem ko je dobila dovoljenje (prej ji je bilo dovoljenje zavrnjeno). Leta 1990 je bilo dovoljeno ponovno izgovarjati besede, kot je 'inšallah'. Novembra 1990, tik ob koncu režima, so v severnem mestu Shkodër katoliškega duhovnika po imenu Simon Jubani izpustili iz zapora po 26 letih, ki je bil aretiran zato, ker je vodil mašo na pokopališču pred pet tisočimi ljudmi: takoj so ga aretirali zaradi javnega obeleževanja bogoslužja, ko pa so zgradbo, v kateri je bil zaprt, obkolili ljudje, so ga spet izpustili in je v zahvalo za to opravil še eno javno mašo za 50.000 ljudi. Decembra 1990 je bil zakon o nepriznavanju nobene vrste religije razveljavljen; komunistični režim je bil v naslednjih mesecih strmoglavljen in verski objekti so se po več desetletjih samevanja ponovno odprli.